# Parma polylepis
Parma polylepis és una espècie de peix de la família dels pomacèntrids i de l'ordre dels perciformes.

## Morfologia
Els mascles poden assolir els 21 cm de longitud total.

## Distribució geogràfica
Es troba al sud-est d'Austràlia (des de la Gran Barrera de Corall fins a Bass Point, Nova Gal·les del Sud), Nova Caledònia i el nord de Nova Zelanda.